# Неклюдов, Иван Матвеевич
Иван Матвеевич Неклюдов (укр. Іван Матвійович Неклюдов; 10 февраля 1935, с. Сурково — 7 сентября 2024) — советский и украинский учёный в области физики прочности и пластичности материалов, радиационной физики и физики твердого тела. Доктор наук (1975). Академик Национальной академии наук Украины (2004), заслуженный деятель науки и техники Украины (1998). Почётный академик Академии инженерных наук Российской Федерации, Петровской академии наук и искусств, Академии наук прикладной электроники. Лауреат Государственной премии Украины в области науки и техники (2007).

## Биография
Иван Матвеевич Неклюдов родился 10 февраля 1935 года в с. Сурково Шебекинского района (ныне — Белгородской области) в семье колхозников.
Окончил с отличием физико-математический факультет Харьковского государственного педагогического института. После срочной службы в армии поступил в аспирантуру этого же заведения.
С 1959 года начал работать в Харьковском физико-техническом институте на должности младшего научного сотрудника. В 1964 году защитил кандидатскую диссертацию, в 1975 году — докторскую, в том же году был назначен начальником отдела физики радиационных явлений и радиационного материаловедения. С 1997 по 2004 год занимал должность директора Института физики твердого тела, материаловедения и технологий ННЦ «Харьковский физико-технический институт».
Занимал должности академика-секретаря Отделения ядерной физики и энергетики НАН Украины и генерального директора Национального научного центра «ХФТИ». Являлся главным редактором журнала «Вопросы атомной науки и техники», членом редколлегий научных журналов «Вестник НАН Украины», «Доклады НАН Украины», «Успехи физики металлов» и научно-технического сборника «Радиотехника». Возглавлял секцию «Конструкции и оборудование атомной энергетики» Научно-технического и экспертного совета при Президиуме НАН Украины по вопросам ресурса и безопасности эксплуатации конструкций, оборудования и машин. Был членом четырёх проблемных советов НАН Украины и Российской академии наук. Был заместителем председателя отраслевого координационного научно-технического совета по проблемам физики радиационных повреждений.
Преподавал в Харьковском национальном университете им. В. Н. Каразина специальные дисциплины по физики прочности и физического материаловедения, заведовал филиалом кафедры материалов реакторостроения физико-технического факультета ХНУ при ННЦ «ХФТИ».
Умер 7 сентября 2024 года в возрасте 89 лет.

## Научная деятельность
И. М. Неклюдов — был одним из ведущих украинских специалистов в области прочности и пластичности материалов, радиационной физики твердого тела и радиационного материаловедения. В его произведении — обоснование и экспериментальное подтверждение принципиально нового направления в создании упрочненного состояния материалов и изделий из них — так называемого «программного упрочения».
Также он внёс весомый вклад в исследование физических механизмов радиационных явлений в материалах при их облучении, а также в создание научно-технических основ экспрессного прогнозирования поведения сталей и сплавов в активных зонах ядерных и будущих термоядерных реакторов с помощью моделирования.
Автор 17 монографий и более 800 статей, имел 50 авторских свидетельств и патентов. Под руководством защищено 10 докторских и 30 кандидатских диссертаций.

## Награды
- Лауреат Государственной премии Украины в области науки и техники.
- Орден «Дружбы народов»
- Орден князя Ярослава Мудрого IV степени (2012)
- Орден князя Ярослава Мудрого V степени (2005)
- Орден «За заслуги» ІІІ степени
- Почётный гражданин Харькова (2012)

## Из библиографии
- Основы физики прочности и пластичности металлов : Учеб. пос. / И. М. Неклюдов, Н. В. Камышанченко; - Белгород : Изд-во БелГУ, 2003. - 485 c.; ISBN 5-94779-009-2
- Структура и свойства микролегированной иттрием меди вакуумной плавки / [И. М. Неклюдов и др.] ; под ред. И. М. Неклюдова, Н. В. Камышанченко; - Белгород : БелГУ, 2011. - 175 с.; ISBN 978-5-902583-49-3.

### Летописи науки
- Яков Борисович Файнберг : ученый, гражданин, учитель / [ред. коллегия: И. М. Неклюдов и др.]. - Харьков : НHЦ ХФТИ : Синтекс, 2009. - 781 с.; ISBN 987-966-2136-18-0